# Inmigración filipina en México

Bandera de Filipinas.

Bandera de México.

Los filipinos llegaron a México a través de la nao de China trescientos años atrás, mientras ambos territorios formaban parte del Imperio español y administrados bajo el Virreinato de Nueva España. Se asentaron en ciudades como Acapulco o Manzanillo. En la actualidad residen comunidades filipinas en la Ciudad de México que conviven junto con chinos, coreanos y otros inmigrantes de origen asiático en el barrio chino de la Ciudad de México. Según el censo del año 2000, había 322 filipinos residiendo en México.